# Aeródromo El Buitre
Aeródromo El Buitre är en flygplats i Chile.   Den ligger i provinsen Provincia de Arica och regionen Región de Arica y Parinacota, i den norra delen av landet, 1 700 km norr om huvudstaden Santiago de Chile. Aeródromo El Buitre ligger 112 meter över havet.
Terrängen runt Aeródromo El Buitre är kuperad åt sydost, men åt nordväst är den platt. Havet är nära Aeródromo El Buitre västerut. Runt Aeródromo El Buitre är det ganska glesbefolkat, med 47 invånare per kvadratkilometer.. Närmaste större samhälle är Arica, 4,1 km norr om Aeródromo El Buitre.
Trakten runt Aeródromo El Buitre är ofruktbar med lite eller ingen växtlighet.